# Нийт, Эллен Пээтеровна
Эллен Пээтеровна Нийт (эст. Ellen Niit, урождённая Эллен Хиоб, 13 июля 1928, Таллин — 30 мая 2016, Таллин) — эстонская писательница и переводчик. Заслуженный писатель Эстонской ССР (1977)

## Биография
Родилась в рабочей семье.

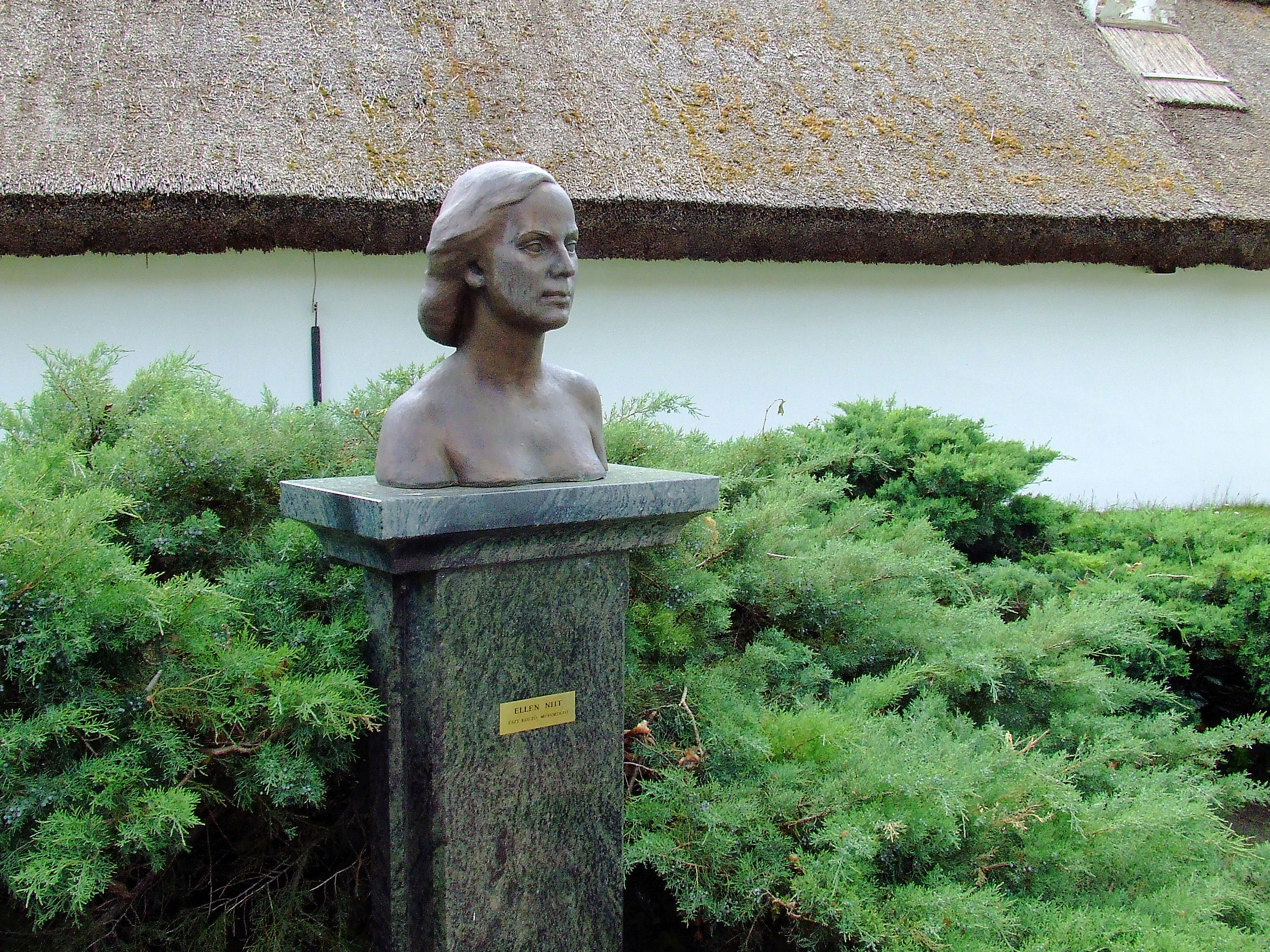
Бюст в Музее Ш. Петёфи

Окончила Тартуский университет, факультет эстонского языка и литературы (1952), училась в аспирантуре на отделении эстонской детской литературы (1952—1956).
С 1956 по 1961 год — консультант по поэзии в Таллинском союзе писателей, а с 1961 по 1963 год редактор на эстонском телевидении.
Лауреат Литературной премии Эстонской ССР имени Юхана Смуула (1971, 1978) и Национальной премии Эстонии в области культуры (2009).
Кандидат филологических наук (1985), тема диссертации «Просодические характеристики диалектов эстонского побережья и структура Балтийского просодического ареала»
Перевела более 120 стихотворений Шандора Петёфи
В первом браке (1949—1958) замужем за литературоведом Хелдуром Нийтом, у них родился сын Тоомас Ниит (1953—2020). С 1958 года в браке с писателем Яаном Кроссом (1920—2007). В этом браке родились дочь Маарья Ундуск (1959 г.р.) и два сына Ээрик-Нилес Кросс (1967 г.р.) и Мяртен Кросс (1970 г.р.).
Жила в Тарту, ул. Кастани, д. 86, Таллине, ул. Харью, 1.
Похоронена на кладбище Рахумяэ в Таллине.